# Station Piéton
Station Piéton is een spoorwegstation langs spoorlijn 112 (La Louvière - Marchienne-au-Pont) in Piéton een deelgemeente van de gemeente Chapelle-lez-Herlaimont.
Van hier vertrok ook spoorlijn 110 (Piéton - Bienne-lez-Happart), spoorlijn 113 (Piéton - Manage) en spoorlijn 121 (Piéton - Jumet - Lambusart).
Sinds 28 juni 2013 zijn de loketten van dit station gesloten en is het een stopplaats geworden.

## Treindienst
| Serie       | Treinsoort               | Route | Bijzonderheden                                                         |
| ----------- | ------------------------ | --- | ---------------------------------------------------------------------- |
| S 62        | S-trein Charleroi (NMBS) | Luttre – Manage – La Louvière-Centrum – Piéton – Charleroi-Centraal                                                                                   | Rijdt in het weekend tussen La Louvière-Centrum en Charleroi-Centraal. |
| P 7770/8770 | Piekuurtrein (NMBS)      | [ Manage – [ Luttre ] / [ Bergen – Quévy ] / [ 's-Gravenbrakel ] ] / [ La Louvière-Zuid – [ Bergen ] / [ Luttre ] / [ Piéton – Charleroi-Centraal ] ] | Rijdt alleen op werkdagen.                                             |

## Reizigerstellingen
De grafiek en tabel geven het gemiddeld aantal instappende reizigers weer op een week-, zater- en zondag.
| Tabel: aantal instappende reizigers station Piéton | Tabel: aantal instappende reizigers station Piéton | Tabel: aantal instappende reizigers station Piéton | Tabel: aantal instappende reizigers station Piéton |
|                                                    | Weekdag                                            | Zaterdag                                           | Zondag                                             |
| -------------------------------------------------- | -------------------------------------------------- | -------------------------------------------------- | -------------------------------------------------- |
| 1977                                               | 570                                                | 100                                                | 42                                                 |
| 1978                                               | 434                                                | 97                                                 | 69                                                 |
| 1979                                               | 508                                                | 91                                                 | 86                                                 |
| 1980                                               | 403                                                | 63                                                 | 40                                                 |
| 1981                                               | 316                                                | 55                                                 | 41                                                 |
| 1982                                               | 294                                                | 62                                                 | 37                                                 |
| 1983                                               | 384                                                | 121                                                | 121                                                |
| 1984                                               | 331                                                | 39                                                 | 50                                                 |
| 1985                                               | 259                                                | 54                                                 | 58                                                 |
| 1986                                               | 227                                                | 54                                                 | 48                                                 |
| 1987                                               | 257                                                | 127                                                | 67                                                 |
| 1988                                               | 210                                                | 74                                                 | 50                                                 |
| 1989                                               | 265                                                | 57                                                 | 38                                                 |
| 1990                                               | 188                                                | 62                                                 | 38                                                 |
| 1991                                               | 226                                                | 56                                                 | 35                                                 |
| 1992                                               | 217                                                | 53                                                 | 43                                                 |
| 1993                                               | 191                                                | 41                                                 | 31                                                 |
| 1994                                               | 207                                                | 30                                                 | 32                                                 |
| 1995                                               | 157                                                | 19                                                 | 23                                                 |
| 1996                                               | 173                                                | 56                                                 | 24                                                 |
| 1997                                               | 201                                                | 33                                                 | 25                                                 |
| 1998                                               | 166                                                | 42                                                 | 24                                                 |
| 1999                                               | 137                                                | 38                                                 | 28                                                 |
| 2000                                               | 150                                                | 30                                                 | 26                                                 |
| 2001                                               | 143                                                | 30                                                 | 16                                                 |
| 2002                                               | 141                                                | 32                                                 | 24                                                 |
| 2003                                               | 130                                                | 32                                                 | 28                                                 |
| 2004                                               | 164                                                | 26                                                 | 26                                                 |
| 2005                                               | 164                                                | 26                                                 | 20                                                 |
| 2006                                               | 182                                                | 28                                                 | 26                                                 |
| 2007                                               | 136                                                | 29                                                 | 18                                                 |
| 2008                                               | -                                                  | -                                                  | -                                                  |
| 2009                                               | 153                                                | 23                                                 | 24                                                 |
| 2010                                               | -                                                  | -                                                  | -                                                  |
| 2011                                               | -                                                  | -                                                  | -                                                  |
| 2012                                               | 169                                                | 28                                                 | 19                                                 |
| 2013                                               | 169                                                | 29                                                 | 22                                                 |
| 2014                                               | 173                                                | 27                                                 | 20                                                 |
| 2015                                               | 154                                                | 23                                                 | 20                                                 |
| 2016                                               | 133                                                | 20                                                 | 24                                                 |
| 2017                                               | 125                                                | 10                                                 | 15                                                 |
| 2018                                               | 130                                                | 28                                                 | 9                                                  |
| 2019                                               | 130                                                | 33                                                 | 14                                                 |
| 2020                                               | 85                                                 | 24                                                 | 9                                                  |
| 2021                                               | -                                                  | -                                                  | -                                                  |
| 2022                                               | 183                                                | 29                                                 | 21                                                 |
| 2023                                               | 138                                                | 42                                                 | 51                                                 |
| 2024                                               | 151                                                | 56                                                 | 45                                                 |

0,0: Piéton ·
4,9: Anderlues ·
6,9: Ansuelle ·
9,8: Buvrinnes ·
12,3: Bienne-lez-Happart
0,0: Marchienne-au-Pont ·
4,6: Goutroux ·
7,2: Fontaine-l'Évêque ·
Forchies ·
11,3: Piéton ·
13,4: Carnières ·
15,3: Morlanwelz ·
16,5: Mariemont ·
18,6: Haine-Saint-Pierre ·
19,1: La Louvière-Zuid ·
19,7: Haine-Saint-Paul ·
20,1: La Louvière-Bouvy ·
20,9: La Louvière-Centrum
0,0: Roux ·
1,0: Wilbeauroux ·
2,0: Courcelles-Centre ·
5,1: Trazegnies ·
7,9: Forchies ·
10,0: Piéton
0,0: Manage ·
3,1: Bellecourt ·
4,8: Chapelle-lez-Herlaimont ·
6,1: Bascoup ·
7,3: Beauregard ·
9,8: Piéton